# Поп, Анка
А́нка Поп (рум. Anca Pop; 22 октября 1984, Молдова-Ноуэ, Румыния — 16 декабря 2018, Свиница, Румыния) — румыно-канадская певица, автор песен, композитор, гитаристка, мандолинистка, музыкальный продюсер и актриса

.

## Детство
Анка Поп родилась 22 октября 1984 года в Молдове-Ноуэ, Румыния. Когда Анке было всего три года, её родители решили бежать из Румынии в Сербию, они пересекли границу на надувных лодках через Дунай. В Сербии семейство Поп оставалось в лагере для политических беженцев в течение семи месяцев, прежде чем эмигрировать в Канаду. С их прибытием в Онтарио, Канада, Анка начала увлекаться музыкой и в возрасте семи лет начала играть на мандолине и заниматься пением. Параллельно она занималась спортом, брала уроки рисования и литературы. После падения коммунистического режима её родители вернулись в Румынию, что стало нелёгким этапом в жизни Анки, и в итоге она решила вернуться в Канаду.

## Карьера
Поп выпустила свой дебютный альбом 12 июля 2017 года в Японии, который включает в себя синглы: «Free Love», «Super Cool», «Ring Around», «Loco Poco» и «Ederlezi».
В 2008 году Поп познакомилась с югославским музыкантом Гораном Бреговичем, написав две песни для его 13-го студийного альбома «Champagne for Gypsies». 27 июля 2015 года она выпустила версию видео «Free Love» специально для «Playboy». Она также появилось на обложке этого журнала в номере за июль-август.

## Гибель
16 декабря 2018 года Поп трагически погибла в результате ДТП недалеко от Свиницы, отправляясь к своим родителям и сестре, Тине Поп, на семейный ужин. Она потеряла контроль над своим автомобилем по неизвестным причинам, в результате чего машина въехала в реку Дунай и девушка утонула, не сумев выбраться из машины. Вскоре после гибели Поп появилось предположение, что её смерть была самоубийством, что вскоре опровергла её сестра Тина. Похороны Поп состоялись 20 декабря 2018 года, на Дунае, в коммуне Свиница, так как при жизни она завещала быть похороненной как можно ближе к месту смерти. Причём именно в Дунае Поп чуть не погибла в раннем детстве, а её последнее фото, выложенное в Instagram было сделано на фоне этой реки.